# Jordi Fernández
Jordi Fernández Torres (* 27. Dezember 1982 in Badalona) ist ein spanischer Basketballtrainer.

## Werdegang
Fernández begann die Trainertätigkeit mit 15 Jahren. Er war bei den Vereinen CB Sant Josep de Badalona, CB Sant Boi und Club Basquet L´Hospitalet in der Jugendarbeit beschäftigt. Er arbeitete zeitweise in Norwegen und an der University of Oklahoma in den Vereinigten Staaten bei Trainingsveranstaltung mit. Während seines Sportstudiums an der Hochschule Inefc Lérida verbrachte Fernández ein Jahr in Amsterdam in den Niederlanden, betätigte sich dort ebenfalls als Basketballtrainer. Nach dem Abschluss des Studiums begann Fernández eine Doktorarbeit im Fach Sportpsychologie. In dieser Zeit gehörte er als Konditionstrainer zum Stab des spanischen Drittligisten Club Basquet L´Hospitalet und arbeitete im Nachwuchsbereich des Vereins.
2006 wechselte der Spanier an die Impact Basketball Academy nach Las Vegas in den US-Bundesstaat Nevada. Er wurde dort wie bei seinem folgenden Engagement bei der NBA-Mannschaft Cleveland Cavaliers (2009 bis 2013) mit der Aufgabe betraut, mit Spielern an ihrer Weiterentwicklung zu arbeiten. Er war auch in die Spielvorbereitung sowie die Sichtung ausländischer Spiele eingebunden.
Im Sommer 2013 gehörte er bei der U19-Weltmeisterschaft als Assistenztrainer zum Stab der spanischen Mannschaft. Im Vorfeld der Saison 2013/14 wurde zum Assistenztrainer der Mannschaft Canton Charge ernannt, die den Cleveland Cavaliers zur Heranführung von Spielern an die NBA dient, im September 2014 wurde Fernández zum Charge-Cheftrainer befördert. In zwei Spieljahren führte er Canton zu insgesamt 62 Siegen und 38 Niederlagen. Im September 2016 nahm der Spanier das Angebot an, Assistenztrainer bei den Denver Nuggets zu werden.
Von 2017 bis 2019 gehörte er zum Stab der spanischen Herrennationalmannschaft und hatte das Amt des Assistenztrainers inne. Bei den 2021 ausgetragenen Olympischen Spielen 2020 in Tokio war Fernández Assistenztrainer der Nationalmannschaft Nigerias. Als solcher arbeitete er mit Nationaltrainer Mike Brown zusammen, der auch sein Vorgesetzter wurde, als Fernández bei den Sacramento Kings beigeordneter Cheftrainer wurde. Brown und Fernández hatten sich einst kennengelernt, als der Spanier in Las Vegas tätig war. Als Brown während eines Spiels im Dezember 2022 von den Schiedsrichtern aus der Halle verwiesen wurde, übernahm Fernández bis zum Spielende hauptverantwortlich die Leitung der Mannschaft und wurde damit der erste Spanier, der diese Aufgabe in einem NBA-Spiel ausübte.
Ende Juni 2023 wurde Fernández zusätzlich Cheftrainer der kanadischen Nationalmannschaft. Bei der Weltmeisterschaft 2023 führte er Kanada zum Gewinn der Bronzemedaille. Die Brooklyn Nets gaben im Februar 2024 die Verpflichtung Fernández’ als Cheftrainer bekannt. Er wurde der erste Spanier, dem ein Cheftraineramt in der NBA anvertraut wurde. Er blieb gleichzeitig kanadischer Nationaltrainer, Anfang Februar 2025 gab er das Amt ab.